# Nāḩiyat Dhībīn
Nāḩiyat Dhībīn (arabiska: ناحية ذيبين) är ett subdistrikt i Syrien.   Det ligger i provinsen as-Suwayda', i den södra delen av landet, 120 km söder om huvudstaden Damaskus.
Omgivningarna runt Nāḩiyat Dhībīn är i huvudsak ett öppet busklandskap. Runt Nāḩiyat Dhībīn är det glesbefolkat, med 9 invånare per kvadratkilometer.